# (6188) Robertpepin
(6188) Robertpepin es un asteroide perteneciente al cinturón de asteroides, región del sistema solar que se encuentra entre las órbitas de Marte y Júpiter, más concretamente a la familia de Temis, descubierto el 16 de septiembre de 1988 por Schelte John Bus desde el Observatorio Interamericano del Cerro Tololo, La Serena, Chile.

## Designación y nombre
Designado provisionalmente como 1988 SW2. Fue nombrado Robertpepin en homenaje a Robert Pepin, profesor de la Universidad de Minnesota, estudia el origen y la historia temprana de los elementos volátiles en el sistema solar. Ayudó a solidificar el vínculo entre los meteoritos SNC y Marte a través de sus mediciones de gases nobles y nitrógeno en los vidrios que se encuentran en estos meteoritos.

## Características orbitales
Robertpepin está situado a una distancia media del Sol de 3,157 ua, pudiendo alejarse hasta 3,737 ua y acercarse hasta 2,576 ua. Su excentricidad es 0,183 y la inclinación orbital 2,156 grados. Emplea 2048,99 días en completar una órbita alrededor del Sol.

## Características físicas
La magnitud absoluta de Robertpepin es 13,1. Tiene 11,93 km de diámetro y su albedo se estima en 0,078. 